# Безручки (зупинний пункт)
Безру́чки — пасажирський залізничний зупинний пункт Полтавської дирекції Південної залізниці на лінії Полтава-Південна — Кременчук між зупинними пунктами Клюшники (1 км) та Головач (4 км). Розташований у селі Безручки Полтавського району Полтавської області.

## Історія
Зупинний пункт відкритий у  1934 році. 

## Пасажирське сполучення
На зупинному пункті зупиняються приміські поїзди сполученням Полтава-Південна — Кременчук. Середній час поїздки до станції Полтава-Південна становить 20-25 хвилин.